# 長谷川卓也
長谷川 卓也（はせがわ たくや、1925年9月17日 - 2021年7月27日）はフリーライター、出版史研究者。
日本推理作家協会会員。現代風俗研究会、雑学倶楽部、書皮友好協会各会員。

## 経歴
大阪市生まれ。旧制官立大阪工専（現大阪公立大学工学部）卒業。元東京新聞記者。元東京田辺製薬役員。

## 著書
- 《カストリ文化》考 長谷川卓也 著. 三一書房, 1969. さんいちぶっくす
- 猥褻出版の歴史 : 昭和22年～37年 長谷川卓也 著. 三一書房, 1978.4. 三一新書
- 最近の猥褻出版 : 1963～1979「昭和38年～54年」 長谷川卓也 著. 三一書房, 1979.9
- 猥色文化考 : 猥雑物公然陳列 長谷川卓也 著. 新門出版社, 1980.4
- 面白本念入りガイド 長谷川卓也 著. 徳間書店, 1982.7
- 書物横丁 長谷川卓也 著. 胡蝶の会, 1983.2. 胡蝶豆本
- いとしのブルーフィルム 長谷川卓也 著. 青弓社, 1998.6